# BQ Geminorum
BQ Geminorum (BQ Gem / 51 Geminorum / HD 55383) es una estrella variable de magnitud aparente media +5,07.
Se localiza en la constelación de Géminis 1,2º al suroeste de λ Geminorum.
Situada a 540 años luz de distancia del sistema solar, BQ Geminorum es una gigante roja de tipo espectral M4III.
Con una luminosidad casi 2000 veces mayor que la luminosidad solar, tiene un radio 70 veces más grande que el radio solar, equivalente a 0,33 UA.
No es una estrella especialmente masiva, ya que se piensa que cuando nació su masa estaba comprendida entre 1,5 y 2 masas solares.
Actualmente, con un núcleo inerte de carbono, es una estrella en las últimas etapas de su evolución; en un tiempo relativamente corto —en términos de la vida de una estrella— se deshará de sus capas externas y el núcleo remanente permanecerá como una enana blanca.
BQ Geminorum es una variable semirregular de tipo SRB como, por ejemplo, L2 Puppis o 30 Herculis.
La variación de su brillo es de 0,40 magnitudes y su período es de 50,0 días.
A diferencia de variables como U Delphini o HR Pegasi, en el espectro de BQ Geminorum no se detecta la presencia de tecnecio, elemento del proceso-s de corta vida producido por nucleosíntesis estelar.